# Santa Cruz de Tenerife (pokrajina)
Santa Cruz de Tenerife je španjolska provincija na jugozapadu Španjolske, izvan kontinentskog dijela. Nalazi se u afričkom dijelu Španjolske, zapadno od marokanske i zapadnosaharske obale, na zapadnom dijelu autonomne zajednice Kanara.
U pokrajini živi 1.004.788 stanovnika (1. siječnja 2014.), a prostire se na 3.381 km². Glavni grad pokrajine je Santa Cruz de Tenerife. Službeni jezik je španjolski jezik.

## Vanjske poveznice
- Vlada Kanarskih otoka (španjolski)